# HMS Oberon (P21)
HMS Oberon  (P21) là chiếc nguyên mẫu của lớp tàu ngầm   Odin, được Hải quân Hoàng gia Anh chế tạo vào giữa thập niên 1920. Nó là chiếc tàu chiến thứ năm của Hải quân Anh được đặt cái tên này. Nhập biên chế năm 1927, con tàu được giữ lại vùng biển nhà và khu vực Địa Trung Hải thay vì được phái sang Viễn Đông như dự định, và đã phục vụ như một tàu huấn luyện trong Chiến tranh Thế giới thứ hai. Nó được cho xuất biên chế năm 1944 và bị tháo dỡ vào năm 1945.

## Thiết kế và chế tạo

### Thiết kế
Oberon là chiếc nguyên mẫu của lớp tàu ngầm tàu ngầm lớp Odin, và thoạt tiên được đặt tên O1 trước khi được đổi tên vào năm 1924, trở thành chiếc tàu ngầm Anh đầu tiên được đặt tên thay vì chỉ có số hiệu. Được đặt hàng trong tài khóa 1923, nó là chiếc tàu chiến thứ năm của Hải quân Anh được đặt cái tên này. Nó được chế tạo nhằm đối phó với việc kết thúc sự liên minh với Đế quốc Nhật Bản, khiến nảy sinh nhu cầu về một kiểu tàu ngầm tuần dương có tầm hoạt động xa để hoạt động tại Viễn Đông. Oberon khác biệt so với lớp L dẫn trước khi nó dài hơn 32 ft (9,8 m) và rộng hơn 3 ft (0,91 m), nhưng tốc độ tối đa chậm hơn 2 knot, tầm hoạt động xa hơn, và mang gấp đôi số ngư lôi và ống phóng.
Với thủy thủ đoàn đầy đủ 54 người, Oberon có chiều dài chung 270 ft (82 m), mạn tàu rộng 28 ft (8,5 m) và mớn nước sâu 15,5 ft (4,7 m). Nó có trọng lượng choán nước tiêu chuẩn 1.311 tấn Anh (1.332 t), trọng lượng choán nước 1.598 tấn Anh (1.624 t) khi nổi và 1.831 tấn Anh (1.860 t) khi lặn. Con tàu được vận hành bằng hai động cơ diesel Admiralty công suất 2.950 bhp (2.200 kW) cùng hai động cơ điện công suất 1.350 shp (1.010 kW), mỗi chiếc dẫn động một trục chân vịt. Nó đạt được tốc độ tối đa 13,75 kn (25,47 km/h) trên mặt nước và 7,5 kn (13,9 km/h) khi di chuyển ngầm, không đạt được yêu cầu thiết kế đặt ra là 15 kn (28 km/h) và 9 kn (17 km/h) tương ứng.
Chiếc tàu ngầm có lườn áp lực bằng thép dày 3⁄4 inch (19 mm), cho phép con tàu lặn đến độ sâu tối đa 500 ft (150 m); tuy nhiên Oberon chỉ lặn thử nghiệm đến độ sâu 200 ft (61 m). Các thùng chứa nhiên liệu đặt bên ngoài theo kiểu yên ngựa gắn kết bằng đinh tán vào vỏ tàu, dung lượng tối đa 186 tấn Anh (189 t) dầu diesel. Cách kết nối thùng nhiên liệu bằng đinh tán có xu hướng bị rò rỉ, nên chúng được thay thế bằng thùng nhiên liệu hàn trong đợt tái trang bị năm 1937.
Vào lúc chế tạo, để tác chiến trên mặt biển, Oberon trang bị một hải pháo QF 4-inch/40 Mk IV, sau được nâng cấp lên kiểu Mk XII trong thập niên 1930. Chiếc tàu ngầm có tám ống phóng ngư lôi 533 milimét (21,0 in), gồm sáu ống trước mũi và hai ống phía đuôi. Nó có thể mang theo 24 ngư lôi, thoạt tiên kiểu Mark IV và sau đó thay bằng kiểu Mark VIII. Oberon là chiếc tàu ngầm Anh đầu tiên được trang bị sonar ASDIC trong khi được chế tạo, đồng thời được trang bị máy dò âm Type 709 và máy định vị Type SF. Trong Thế Chiến II, con tàu được tăng cường pháo phòng không Oerlikon 20 mm và radar Type 291W.

### Chế tạo
Oberon được đặt lườn vào ngày 22 tháng 3, 1924 tại Xưởng tàu Chatham, và được hạ thủy vào ngày 24 tháng 9, 1926. Nó nhập biên chế cùng Hải quân Hoàng gia Anh vào ngày 24 tháng 8, 1927, thoạt tiên mang ký hiệu lườn 21.P, rồi đổi thành 21.N vào năm 1939 và thành N.21 vào năm 1940.

## Lịch sử hoạt động
Do động cơ gặp khiếm khuyết rung động xoắn, Oberon đã không được phái sang Viễn Đông như dự định, và đặt căn cứ tại Portsmouth từ năm 1927 đến năm 1931. Nó được điều sang Địa Trung Hải trước khi quay trở lại vào năm 1934. Vào ngày 11 tháng 10, 1935, nó mắc tai nạn va chạm với tàu khu trục Thanet tại Devonport. Được đưa về thành phần dự bị vào năm 1937, Oberon lại được cho tái biên chế vào ngày 2 tháng 8, 1939 và được sử dụng cho vai trò huấn luyện trong giai đoạn Thế Chiến II. Chiếc tàu ngầm được cho xuất biên chế tại Blyth vào ngày 5 tháng 7, 1944, rồi bị bán để tháo dỡ vào ngày 24 tháng 8, 1945. Oberon được tháo dỡ tại Dunston bởi hãng Clayton and Davie.